# أنيتا ماير
أنيتا ماير (بالهولندية: Anita Meyer) هي مغنية هولندية، ولدت في 29 أكتوبر 1954 في روتردام في هولندا.

## وصلات خارجية
- أنيتا ماير على موقع IMDb (الإنجليزية)
- أنيتا ماير على موقع ميوزك برينز (الإنجليزية)
- أنيتا ماير على موقع أول ميوزيك (الإنجليزية)
- أنيتا ماير على موقع ديسكوغز (الإنجليزية)
- أنيتا ماير على موقع قاعدة بيانات الفيلم (الإنجليزية)